# Valeri Harpocració
Valeri Harpocració, en llatí Valerius Harpocration, en grec antic Οὐαλέριος o Βαλέριος Ἁρποκρατίων fou un escriptor i gramàtic grec autor d'un diccionari sobre els treballs dels deu oradors àtics que es titulà Περὶ τῶν λέξεων τῶν δέκα ῥητόρων, or λεξικὸν τῶν δέκα ῥητόρων, que encara es conserva. Inclou explicacions sobre termes jurídics i polítics i sobre les persones i les coses mencionades als discursos dels deu oradors, i també fa menció de temes històrics i literaris, que serien desconeguts sense aquest diccionari.
Suides diu que era un retòric d'Alexandria i li atribueix també l'obra ἀνθηρῶν συναλωλή, que s'ha perdut. La seva època és desconeguda i alguns pensen que podria ser l'Harpocració que segons Juli Capitolí era mestre de grec de l'emperador Luci Ver i, per tant, devia viure al segle ii, però altres el fan contemporani d'Ateneu de Naucratis. Un tal Harpocració del qual Libani diu que era un bon poeta va viure a la meitat del segle iv, però no es pot dir si és el mateix personatge. Finalment se l'ha identificat també amb un metge anomenat Harpocració, però no es pot afirmar del cert.